# Nilhechte
Die Nilhechte (Mormyridae) sind eine Familie afrikanischer Süßwasserfische. Im Deutschen werden sie, je nach Maul- und Schnauzenform auch Elefantenfische, Rüsselfische oder Tapirfische genannt.

## Verbreitung

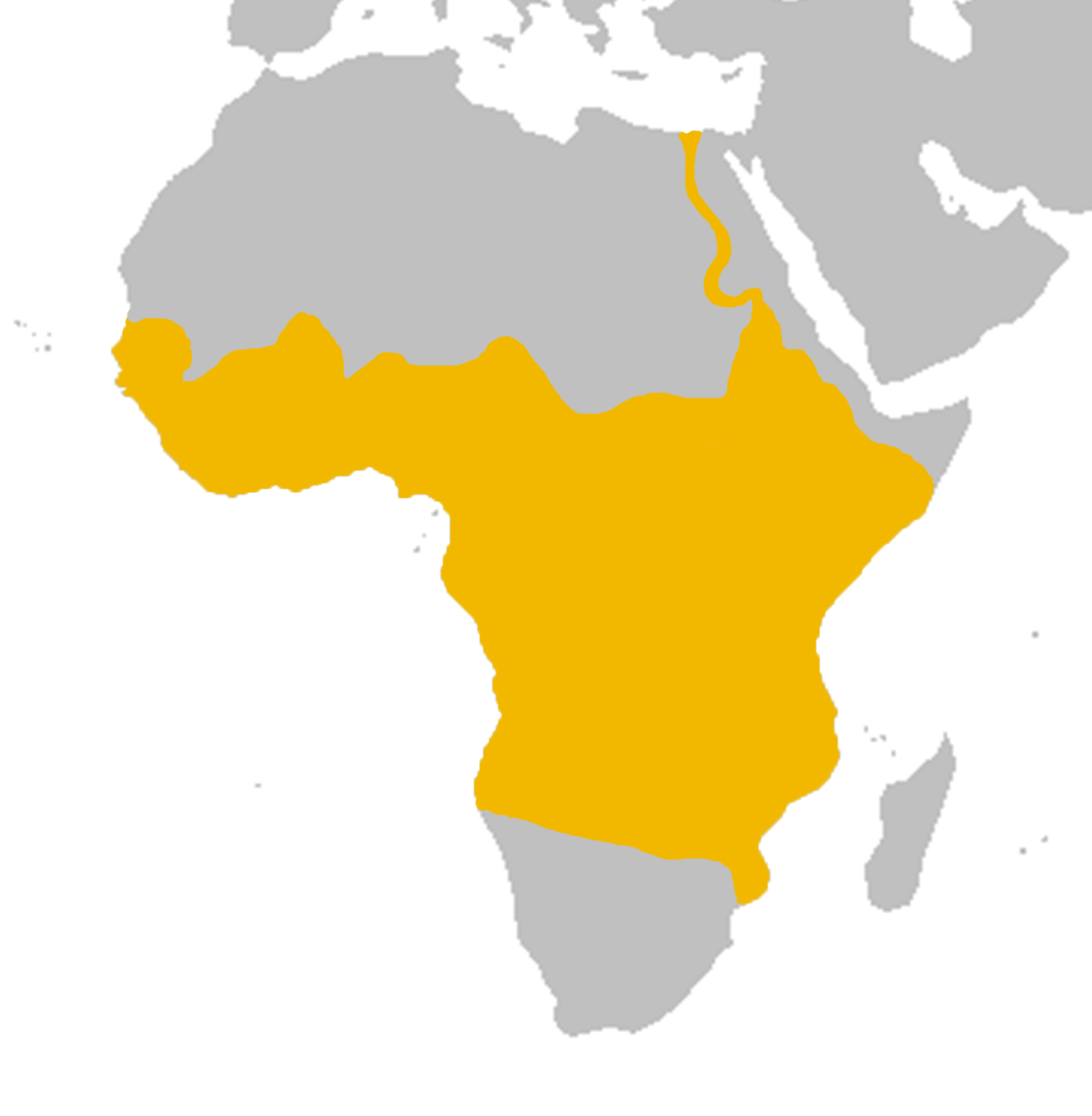
Verbreitungsgebiet

Das Verbreitungsgebiet dieser Fische umfasst ganz Afrika südlich der Sahara sowie den Nil, jedoch nicht die Capensis. Die artenärmeren Gattungen haben kleinere Verbreitungsgebiete. Hyperopisus, Genyomyrus und Myomyrus kommen nur im Stromgebiet des Kongos vor, Paramormyrops nur in Kamerun, Isichthys in Westafrika mit Ausnahme des Kongos und Hyperopisus lebt im Gebiet zwischen Senegal und Nil. Von den artenreicheren Gattungen ist Stomatorhinus auf das Stromgebiet des Kongos und des Ogooué beschränkt. Boulenger gab 1909 für den Kongo 47 endemische Arten an, 14 für Westafrika nördlich des Kongogebietes, acht für das Kongogebiet und andere westafrikanische Flüsse, sieben für den Nil, sechs leben vom Nil über den Tschadsee, den Niger bis zum Senegal und zwei im Viktoriasee. Bis heute wurden im Kongobecken über 100 Arten gefunden. Die Mormyriden stellen damit 16,2 % aller Fischarten des Kongos und in einigen Regionen über 65 % der Fischbiomasse.

## Merkmale
Die Angehörigen dieser Familie werden, je nach Art, 5,2 Zentimeter bis 1,20 Meter lang. Der Schwanzstiel ist schmal, die Schwanzflosse immer gegabelt. Die Rückenflosse hat 12 bis 91 Flossenstrahlen, die Afterflosse 20 bis 70. Sie sitzen weit hinten am Körper und stehen sich oft symmetrisch gegenüber. Mormyriden besitzen 37 bis 64 Wirbel.
Die Körperform, die Relation der Größe von Rücken- und Afterflosse, Maul- und Schnauzenform der Nilhechte sind extrem variabel. Bei vielen (den „Elefantenfischen“) ist die Schnauze sehr verlängert und nach unten gebogen (Gattung Gnathonemus), mit einem endständigen Maul oder mit einem verlängerten Unterkiefer. Andere haben einen abgerundeten Kopf und ein unterständiges Maul (Gattung Marcusenius). Arten, die vom Gewässergrund fressen, haben oft eine Kinnbartel, die den im Freiwasser fressenden fehlt. Die Augen sind klein, die Haut dick, glatt und schleimig, die Färbung ist unscheinbar, meist dunkel gräulich, schwarz oder bräunlich. Von allen Knochenfischen besitzen die Nilhechte das größte Gehirn. Im Unterschied zu den Säugetieren ist hier jedoch nicht das Großhirn, sondern das Kleinhirn vergrößert, das weit nach vorne reicht und das Großhirn überdeckt. Nilhechte haben ein deutliches Lernvermögen und einen ausgeprägten Spieltrieb. Als einzige Fischgruppe drehen sich die Mormyriden zum Reiben auf den Rücken und bewegen sich vor und zurück. Die Geschlechter lassen sich bei einigen Arten an der Biegung der Körperprofillinie im Bereich der Afterflosse unterscheiden.

## Elektrische Orientierung
Im Bereich des Schwanzstiels haben viele Arten vier schwache elektrische Organe, die der Orientierung in trüben, schlammigen Gewässern sowie der Revierabgrenzung dienen.
Das elektrische Organ befindet sich in Schwanznähe und setzt sich aus vielen sogenannten Elektrocyten zusammen, die sich phylogenetisch von Muskelzellen herleiten. Die Innervation der Elektrocyten erfolgt caudal. Die gleichzeitige Aktivierung der in Reihe geschalteten Elektrocyten sorgt, infolge der Ladungsumkehr, zuerst an der caudalen, dann an der rostralen Membran der Elektrocyten, für das Entstehen eines elektrischen Feldes. Mit Hilfe des so erzeugten elektrischen Dipolfeldes können die Fische Gegenstände oder Lebewesen, deren Leitfähigkeit sich von der des umgebenden Süßwassers unterscheidet und die sich in der Nähe ihres Körpers befinden, wahrnehmen. Dazu besitzen sie spezielle Elektrorezeptoren, die besonders dicht am Kopfende des Fisches sitzen und Veränderungen der Feldliniendichte an der Körperoberfläche perzipieren.
Vielfältiges, artenspezifisches Vokabular der Elektrokommunikation begünstigt die Ausformung einer großen Artenvielfalt.
Auch bei der Nahrungssuche in den oft trüben oder durch gelöste Huminsäuren dunklen Heimatgewässern der Tiere ist die elektrische Orientierung wichtig. Wissenschaftler haben Anzeichen dafür gefunden, dass das Gehirn der Nilhechte verschiedene elektrische Felder wie Farben wahrnimmt. Die Fische können somit verschiedene Beutetiere anhand ihrer „Elektrofarben“ unterscheiden.

## Lebensweise
Mormyriden bewohnen meist schlammige und trübe Gewässer und sind dämmerungsaktiv. Die meisten sind unverträgliche Einzelgänger. Nur wenige leben gesellig. Sie ernähren sich vor allem von Kleintieren. Die Fortpflanzung ist nur ungenügend bekannt. Einige Arten sollen Nester bauen, andere graben für den Laich Gruben in den Sandboden. Die Balz soll mit der Regenzeit beginnen, die zum Anstieg des Wasserspiegels und zum Absinken von Leit- und pH-Wert führt. Pollimyrus baut schwimmende Nester aus Pflanzenmaterial. Während der Balz geben die Fische Laute von sich und erzeugen bestimmte elektrische Entladungsmuster. Nach der Eiablage verjagt das Männchen das Weibchen und bewacht das Nest. Die Larven schwimmen nach etwa 18 Tagen frei.

## Systematik

### Äußere Systematik
Die Nilhechte gehören zu den Knochenzünglerartigen (Osteoglossiformes), einer Gruppe sehr alter urtümlicher Knochenfische, die weltweit in tropischen Süßgewässern verbreitet ist. Zusammen mit dem Großnilhecht (Gymnarchus niloticus), der einzigen Art der monotypischen Familie Gymnarchidae, bilden die Nilhechte die Überfamilie Mormyroidea. Sie unterscheiden sich vom Großnilhecht unter anderem durch ihr vergrößertes Kleinhirn.

### Innere Systematik

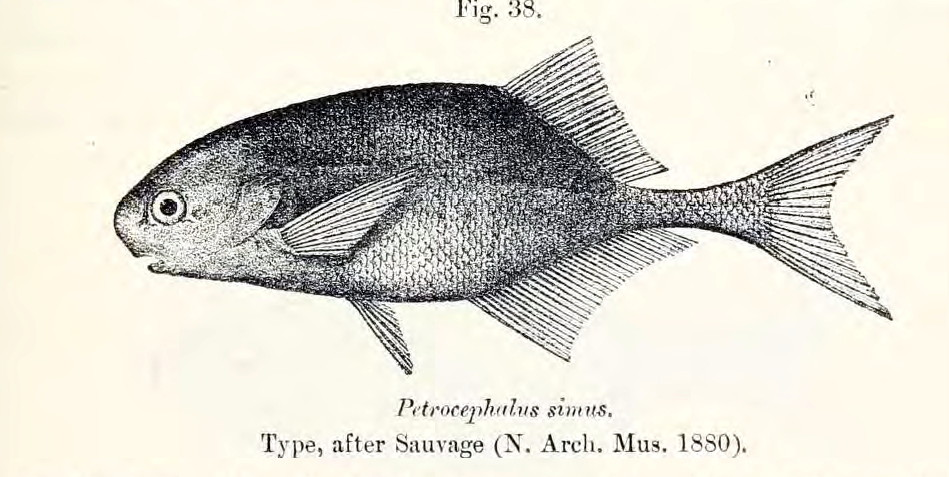
Petrocephalus simus

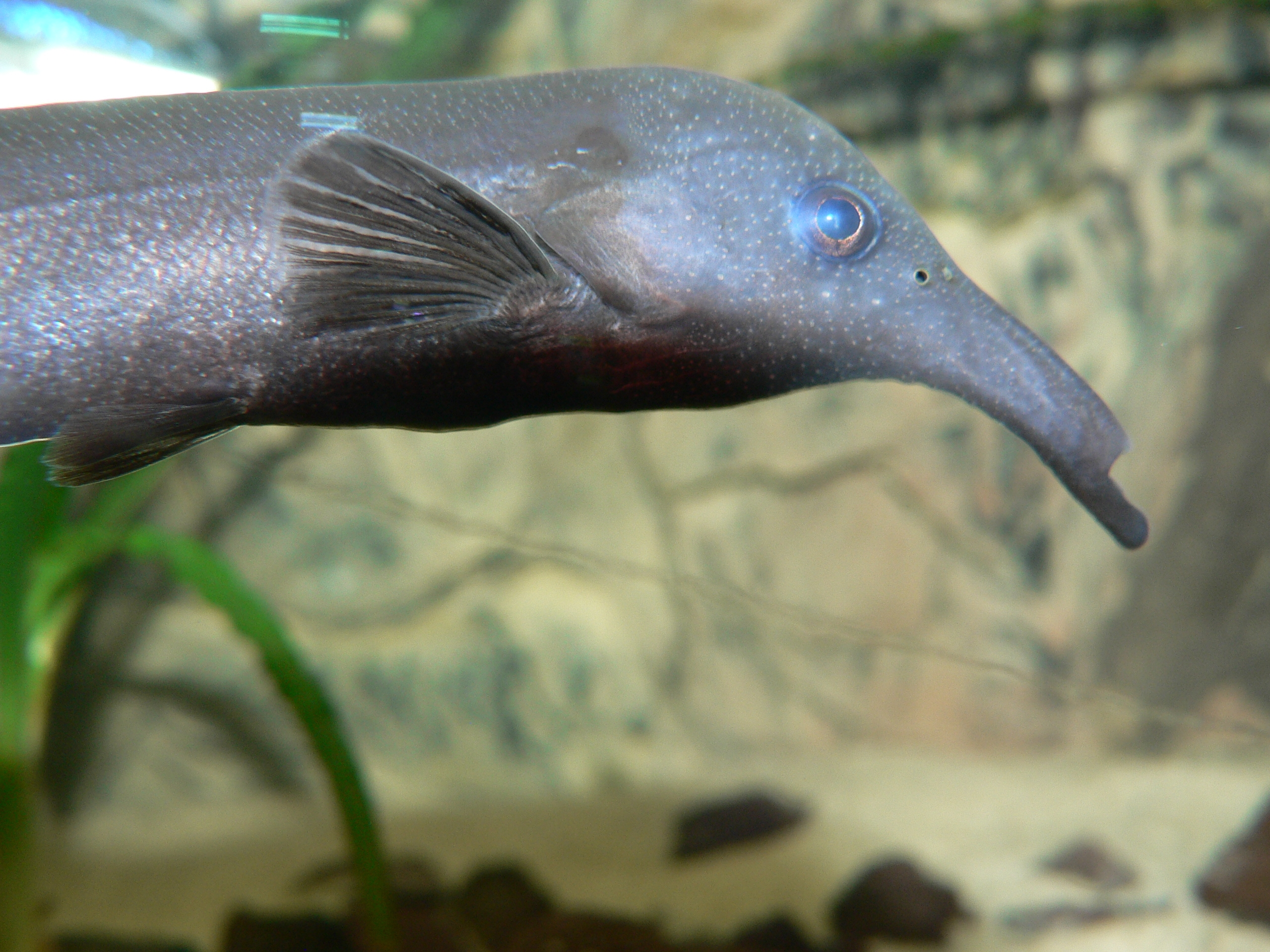
Campylomormyrus elephas

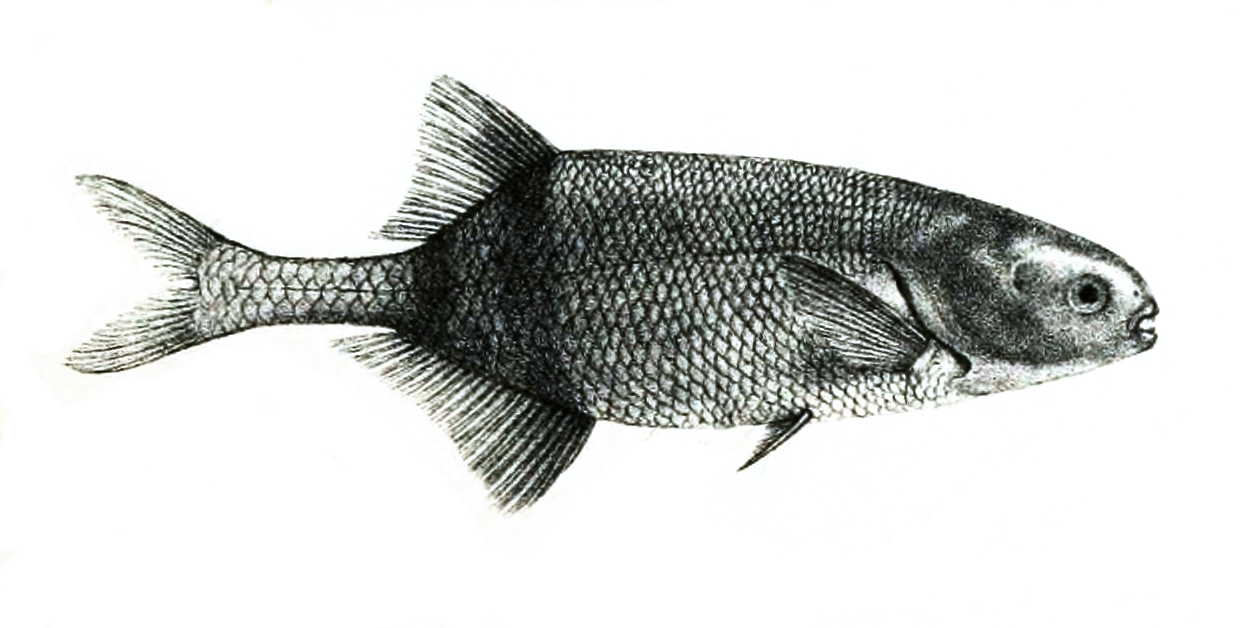
Marcusenius moorii

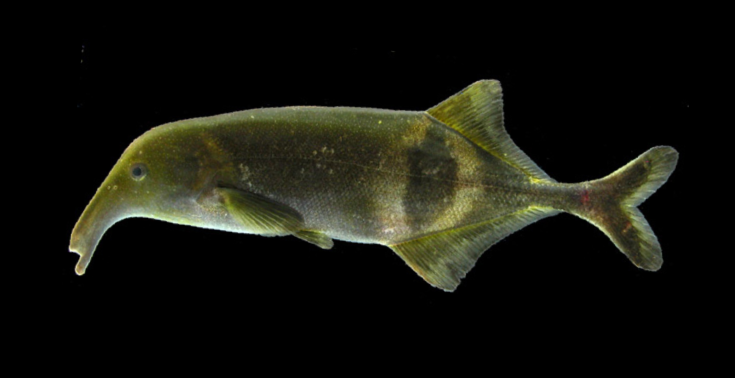
Campylomormyrus phantasticus

Es gibt etwa 215 Arten in 20 Gattungen und zwei Unterfamilien. Die Gattung Petrocephalus steht basal und ist die Schwestergattung aller anderen Gattungen:
- Unterfamilie Petrocephalinae
  - Boxernilhechte (Petrocephalus) Marcusen, 1854
- Unterfamilie Mormyrinae
  - Boulengeromyrus Taverne & Géry, 1968
  - Brevimyrus Taverne, 1971
  - Brienomyrus Taverne, 1971
  - Campylomormyrus Bleeker, 1874
  - Cryptomyrus Sullivan, Lavoue and Hopkins, 2016[9]
  - Cyphomyrus Myers, 1960
  - Genyomyrus Boulenger, 1898
  - Gnathonemus Gill, 1863
  - Heteromormyrus Steindachner, 1866
  - Hippopotamyrus Pappenheim, 1906
  - Hyperopisus Gill, 1862
  - Isichthys Gill, 1863
  - Ivindomyrus Taverne and Géry, 1975
  - Schlanke Nilhechte (Marcusenius) Gill, 1862
  - Mormyrops Müller, 1843
  - Mormyrus Linnaeus, 1758
  - Myomyrus Boulenger, 1898
  - Paramormyrops Taverne, Thys van den Audenaerde and Heymer, 1977
  - Rundkopf-Nilhechte (Pollimyrus) Taverne, 1971
  - Stomatorhinus Boulenger, 1898

Kladogramm:
| Gymnarchidae | Großnilhecht (Gymnarchus)                                      |
|              | Großnilhecht (Gymnarchus)                                      |
| Mormyridae   | \| \| Petrocephalinae \| \| \| \| \| \| Mormyrinae \| \| \| \| |
|              | \| \| Petrocephalinae \| \| \| \| \| \| Mormyrinae \| \| \| \| |
|              | Petrocephalinae                                                |
|              |                                                                |
|              | Mormyrinae                                                     |
|              |                                                                |

|  | Petrocephalinae |
|  |                 |
|  | Mormyrinae      |
|  |                 |

## Aquarienhaltung
Einige Mormyriden, besonders der Elefantenrüsselfisch werden zum Zweck der Aquarienhaltung gefangen und nach Deutschland importiert. Campylomormyrus cassaicus, Mormyrus rume, Pollimyrus isidori und Petrocephalus bovei wurden bereits in Gefangenschaft gezüchtet. Dazu wird eine künstliche Regenzeit simuliert, indem der Wasserstand erhöht wird und Leit- und pH-Wert abgesenkt werden. Pollimyrus isidori wurde im Aquarium 28 Jahre und 11 Monate alt, Mormyrus kannume erreichte ein Alter von 16 Jahren und 3 Monaten.